# Diuna. Dżihad Butleriański
Dżihad Butleriański – powieść z 2002 roku osadzona w Uniwersum Diuny, napisana przez Briana Herberta i Kevina J. Andersona. Akcja książki toczy się 10 000 lat  przed wydarzeniami opisanymi przez Franka Herberta w oryginalnych Kronikach Diuny. Dżihad Butleriański to pierwsza z trzech książek składających się na serię Legendy Diuny. Książka przedstawia losy bohaterów, których rodziny staną się w przyszłości jednymi z najbardziej wpływowych we wszechświecie: Atrydów, Corrinów i Harkonnenów. 

## Fabuła
Akcja książki rozpoczyna się w momencie ataku Cymeków na planetę Salusa Secundus, stolicę sojuszu ludzi zwanego Ligą Szlachetnych. Cymeki byli niegdyś ludźmi, którzy poddali się operacji przeniesienia mózgów do specjalnych zbiorników, umożliwiający podłączenie do ciał robotów. Dzięki temu mogli żyć przez setki lat przybierając różne formy fizyczne. Dwudziestu najstarszych Cymeków nazywających siebie Tytanami przyjęło przed wiekami władzę w imperium. Wykorzystali do tego myślące maszyny, które niebawem zwróciły się przeciwko Tytanom. Władzę we Wszechświecie przejęła wówczas sztuczna inteligencja nazywająca siebie Wszechumysłem lub Omniusem. 
Jednym z dowódców militarnych na Salusa Secundus jest Xavier Harkonnen. Jego narzeczona to Serena Butler, córka wicekróla Ligi Szlachetnych, która walczy o prawa uciskanych ludzi. Serena zostaje uprowadzona na Ziemię, która znajduje się pod kontrolą Omniusa, gdzie trafia do niewoli u okrutnego i bezwzględnego robota Erazma. Serena poznaje Voriana Atrydę, syna dowódcy Tytanów, który jest zaufanym sługą maszyn. Okazuje się, że Serena jest w ciąży z Xavierem i rodzi syna, któremu nadaje imię Manion. Małe dziecko jest uciążliwe dla Erazma, który postanawia je publicznie zgładzić. Ta szokująca śmierć jest impulsem dla uciskanych ludzi do wzniecenia powstania na Ziemi, które zostanie nazwane "Dżihadem Butleriańskim". Na czele powstania staje Iblis Ginjo, który wraz z Vorianem Atrydą pomaga uciec Serenie na jej ojczystą planetę. Na miejscu okazuje się, że Xavier ożenił się z młodszą siostrą Sereny.